# Iole de Freitas
Iole Antunes de Freitas (n. 1945) es una escultora, grabadora de mármol y artista de instalación brasileña.
Nació en Belo Horizonte, Minas Gerais en 1945. De joven fue a vivir a Río de Janeiro y estudió en la Escuela de Diseño Industrial (ESDI) en la Universidad del Estado de Río de Janeiro de 1964 a 1965. Durante la década del año 1970 trabajó en Milán como diseñadora en el Estudio de Imagen corporativa Olivetti junto al arquitecto Hans von Klier. Empezó a desarrollar y exhibir su trabajo de 1973, trabajando con fotografía experimental y película Super 8. Su tema principal era la representación del cuerpo. También presentó una exposición en Milán.  En 1975 participó en el IX Bienal de París.
En la década de 1980 regresó a Brasil, adoptando la escultura como su medio de expresión artístico. Utiliza materiales como cable, tejido, acero, cobre, piedra y agua para crear sus trabajos. En 1986 recibió la beca Fulbright-Capes que otorga el MoMA en Nueva York.  Dirigió el Instituto Nacional de Bellas artes Funarte de 1987 a 1989. Recibió la Bolsa Vitae de Artes Plásticas en 1991. Es profesora de escultura en la Escuela de Artes Visuais Parque Lage.

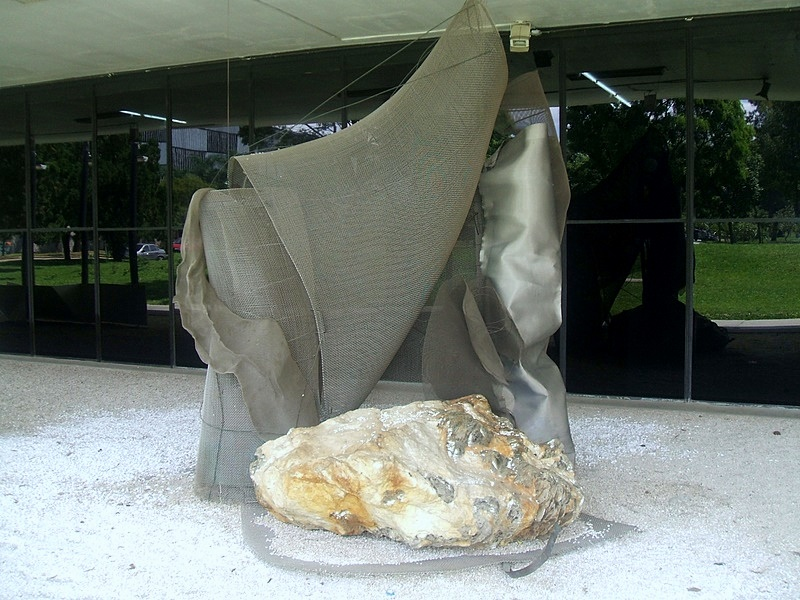
Obra "Sin título" (1997) de Iole de Freitas.

Sus trabajos pueden ser encontrados en el Museo de Arte Contemporáneo de Río Grande Sul, el Museo de Arte Moderno Río de Janeiro, el Museo de Arte Moderno de São Paulo, el Museo Nacional de Bellas artes y el Museo de Arte de Pampulha. Su trabajo para Casa Daros "Para que servem como paredes museu?", estuvo premiado por la historia de cubierta del 90.º asunto de ArtNexus revista.
Freitas considera entre sus principales influencias a Cézanne, Degas, Picasso y Tatlin.